# Phyllanthus koumacensis
Phyllanthus koumacensis là một loài thực vật có hoa trong họ Diệp hạ châu. Loài này được Guillaumin miêu tả khoa học đầu tiên năm 1965.